# 12 ottobre
Il 12 ottobre è il 285º giorno del calendario gregoriano (il 286º negli anni bisestili). Mancano 80 giorni alla fine dell'anno.

## Eventi
- 19 a.C. - Viene inaugurato a Roma l'Ara Fortuna Redux
- 1279 – Nichiren scrive il Dai-Gohonzon
- 1398 – Viene firmato il trattato di Salynas
- 1492 – Cristoforo Colombo durante il suo primo viaggio approda sull'isola di Guanahani, battezzandola San Salvador, scoprendo quello che verrà definito il Nuovo Mondo.
- 1582 – Questo giorno non esiste nel calendario gregoriano: per riallineare il calendario alle stagioni, i giorni dal 5 al 14 ottobre 1582 vengono saltati
- 1654 – La città di Delft è in gran parte distrutta dall'esplosione di un deposito di polvere da sparo: muoiono oltre un centinaio di persone e migliaia sono i feriti
- 1773 – Il primo ospedale psichiatrico d'America apre in Virginia
- 1792 – Prima celebrazione del Columbus Day negli USA, si svolge a New York
- 1810 – Primo Oktoberfest: i reali di Baviera invitano i cittadini di Monaco a unirsi alle celebrazioni per il matrimonio del principe Ludovico di Baviera con la principessa Teresa di Sassonia-Hildburghausen
- 1822 – Il Brasile diventa formalmente indipendente dal Portogallo; Don Pedro viene proclamato imperatore del Brasile
- 1847 – L'inventore e industriale tedesco Ernst Werner von Siemens fonda la Siemens & Halske (divenuta poi Siemens AG)
- 1859 – Joshua A. Norton, autonominatosi "Imperatore degli Stati Uniti d'America", ordina al Congresso di sciogliersi
- 1874 – Apertura della London School of Medicine for Women, la prima scuola di medicina della Gran Bretagna a formare donne come medici
- 1915 – Prima guerra mondiale: l'infermiera britannica Edith Cavell viene giustiziata da un plotone d'esecuzione tedesco, per aver aiutato i soldati Alleati a scappare dal Belgio
- 1928 – Il polmone d'acciaio viene usato per la prima volta al Children's Hospital di Boston
- 1931 – Guglielmo Marconi da Roma attraverso i trasmettitori di Coltano inviò il segnale radio che illuminò il Cristo Redentore a Rio de Janeiro, quale dimostrazione dell'affidabilità e dell'importanza delle comunicazioni radio intercontinentali
- 1933 – La caserma disciplinare dell'Esercito statunitense sull'Isola di Alcatraz, viene acquistata dal Dipartimento della giustizia degli Stati Uniti che progetta di tramutare l'isola in un penitenziario federale
- 1938 – Inizio delle riprese del film Il mago di Oz
- 1946 – L'Italia adotta l'Inno di Mameli come inno nazionale provvisorio
- 1960 – Guerra fredda: Nikita Sergeevič Chruščёv picchia la sua scarpa sul tavolo all'Assemblea generale delle Nazioni Unite, per protestare contro la discussione delle politiche dell'Unione Sovietica nei confronti dell'Europa orientale
- 1964 – L'Unione Sovietica lancia la sonda Voschod 1 in orbita terrestre
- 1967 – Guerra del Vietnam: il segretario di Stato statunitense Dean Rusk dichiara durante una conferenza stampa, che le proposte del Congresso per un'iniziativa di pace sono futili a causa dell'opposizione del Vietnam del Nord
- 1968
  - I Giochi della XIX Olimpiade si aprono ufficialmente a Città del Messico
  - La Guinea Equatoriale ottiene l'indipendenza dalla Spagna
- 1970 – Guerra del Vietnam: il presidente Richard Nixon annuncia che gli Stati Uniti ritireranno 40.000 soldati entro Natale
- 1972 – In rotta verso il punto di stazionamento nel Golfo del Tonchino, sulla portaerei USS Kitty Hawk scoppia una rissa a sfondo razziale che coinvolge più di 100 marinai. Quasi 50 riportano ferite
- 1976 – La Repubblica Popolare Cinese annuncia che Hua Guofeng è il successore di Mao Tse-tung come presidente del Partito Comunista Cinese
- 1983 – L'ex primo ministro giapponese Kakuei Tanaka viene riconosciuto colpevole di aver preso una bustarella da due miliardi di dollari dalla Lockheed Corporation e viene condannato a quattro anni di prigione
- 1984 – Margaret Thatcher sopravvive a un attentato dell'IRA che fa esplodere una bomba al Grand Hotel di Brighton dove si sta svolgendo il congresso del Partito Conservatore, uccidendo cinque persone
- 1994 – La NASA perde il contatto radio con la sonda Magellano, mentre questa scende nella spessa atmosfera di Venere (la sonda probabilmente si incendiò nell'atmosfera il 13 o il 14 ottobre)
- 1998 – Il Congresso degli Stati Uniti d'America approva il Digital Millennium Copyright Act
- 1999 – Con un colpo di Stato militare, il generale Pervez Musharraf prende il controllo in Pakistan ed estromette il governo del primo ministro Nawaz Sharif
- 2000 – Ad Aden, nello Yemen, la USS Cole viene gravemente danneggiata da due kamikaze che piazzano una piccola imbarcazione imbottita di esplosivo lungo la fiancata dell'incrociatore, uccidendo 17 membri dell'equipaggio e ferendone altri 39
- 2002 – Attentato di Bali del 2002: a Bali, dei terroristi fanno esplodere delle bombe in due nightclub di Kuta, uccidendo 202 persone e ferendone oltre 300
- 2005 – Parte la seconda missione spaziale cinese: l'astronave Shenzhou 6 (vascello divino) porterà in orbita per cinque giorni due astronauti
- 2009 – Ratifica del Trattato di Lisbona da parte della Polonia
- 2018 - La principessa Eugenia di York sposa Jack Brooksbank
- 2019 – Eliud Kipchoge è il primo atleta a correre la maratona con un tempo sotto le due ore

## Nati
Ci sono circa 1 120 voci su persone nate il 12 ottobre; vedi la pagina Nati il 12 ottobre per un elenco descrittivo o la categoria Nati il 12 ottobre per un indice alfabetico.

## Morti
Ci sono circa 450 voci su persone morte il 12 ottobre; vedi la pagina Morti il 12 ottobre per un elenco descrittivo o la categoria Morti il 12 ottobre per un indice alfabetico.

## Feste e ricorrenze

### Nazionali
- America Latina – El Día de la Raza o Día de la Hispanidad
- Guinea Equatoriale – celebra il giorno dell'indipendenza dalla Spagna
- Italia
  - Giornata nazionale di Cristoforo Colombo[1]
  - Giornata nazionale per le vittime sul lavoro[2]
- Spagna – Día de la Hispanidad
- Stati Uniti – Columbus Day (fino al 1971; in seguito fissato al secondo lunedì di ottobre)

### Religiose
Cristianesimo:
- Nostra Signora del Pilar, titolo con cui è venerata Maria, madre di Gesù nei paesi di lingua spagnola
- Nostra Signora di Aparecida, patrona del Brasile
- Santi Amico e Amelio, martiri
- Santa Domnina di Anazarbo, martire
- Sant'Edisto (martire), martire
- Sant'Edvino di Deira, re e martire
- San Felice IV, papa
- Santi Felice, Cipriano e 4964 compagni, martiri
- San Giovanni di Riga, arcivescovo e martire (Chiese di rito orientale)
- Santa Herlindis di Maaseik, badessa
- San Massimiliano di Celeia, arcivescovo
- Sant'Opilio di Piacenza, diacono
- San Rodobaldo II di Pavia, vescovo
- San Serafino da Montegranaro, religioso
- Beato Carlo Acutis, laico
- Beato Eufrasio di Gesù Bambino, (Barredo Fernández), sacerdote carmelitano, martire
- Beato Giovanni Osiense, mercedario
- Beato Giuseppe Gonzalez Huguet, sacerdote e martire
- Beato Pacifico da Valencia (Pedro Salcedo Puchades), religioso e martire
- Beato Roman Sitko, sacerdote e martire
- Beato Tommaso Bullaker, martire

Religione romana antica e moderna:
- Augusto
- Costituzione dell'ara di Fortuna Redux